# Tune (Dania)
Tune – miasto w Danii, w regionie Zelandia, w gminie Greve.